# Bumbire (Muleba)
Bumbire ist ein Bezirk (Ward) des Distriktes Muleba in der tansanischen Region Kagera.

## Geografie
Bumbire liegt im Nordwesten von Tansania auf mehreren Inseln im Victoriasee. Die größte dieser Inseln heißt ebenfalls Bumbire, Nyabura liegt nördlich davon, Iroba im Süden. Daneben gibt es zahlreiche kleine Inseln. Die Gesamtfläche beträgt 42,2 Quadratkilometer, bei der Volkszählung 2022 lebten 15.895 Menschen in 4865 Haushalten.

## Gliederung
Der Bezirk besteht aus fünf Gemeinden (Mtaa) mit dreizehn Orten (Kitongoji):
| Nyaburo - Akinshwi - Arujunju | Iroba - Nyarushame - Runyanja | Kinagi - Kinagi - Kashule | Mahaiga - Kajure - Bukaisho - Kyagati - Makongo | Kitua - Buhyo - Masi - Ilemera |

## Infrastruktur
- Gesundheit: Seit 1971 befindet sich im Bezirk eine Apotheke mit unter anderem Malaria-Erstversorgung, HIV-Test, Schwangerschaftsvorsorge, postnataler Betreuung und kleinen chirurgischen Eingriffen.[6]
- Bildung: In Bumbire gibt es eine weiterführende Schule bis zur 6. Stufe.[7]